# Porathissery
Porathissery es una ciudad censal situada en el distrito de Thrissur en el estado de Kerala (India). Su población es de 16768 habitantes (2011). Se encuentra a 17 km de Thrissur y a 54 km de Cochín.

## Demografía
Según el censo de 2011 la población de Porathissery era de 16768 habitantes, de los cuales 7829 eran hombres y 8939 eran mujeres. Porathissery tiene una tasa media de alfabetización del 95,78%, superior a la media estatal del 94%: la alfabetización masculina es del 97,58%, y la alfabetización femenina del 94,23%.